# 蓼皋街道
蓼皋街道，是中华人民共和国贵州省铜仁市松桃苗族自治县下辖的一个街道办事处。
2015年12月8日，贵州省人民政府批复同意松桃县部分乡镇行政区划调整，新设置的蓼皋街道辖原蓼皋镇地域，街道办事处驻坪块社区。

## 行政区划
蓼皋街道下辖以下地区：
吊井湾社区、马田龙社区、南门社区、坪块社区、滨江社区、云落屯村、麻旦村、合心村、稿楼村、八龙村、樟桂村、下民村、新场村、粑坳村、长冲村、镇江村、陆地村、大坝村、三龙村、稿坪村、文山村、桂花村、枇杷村、高峰村、活宝村、兴凉村、江桥村、鸡爪村和中坪村。